# 伊吉金島

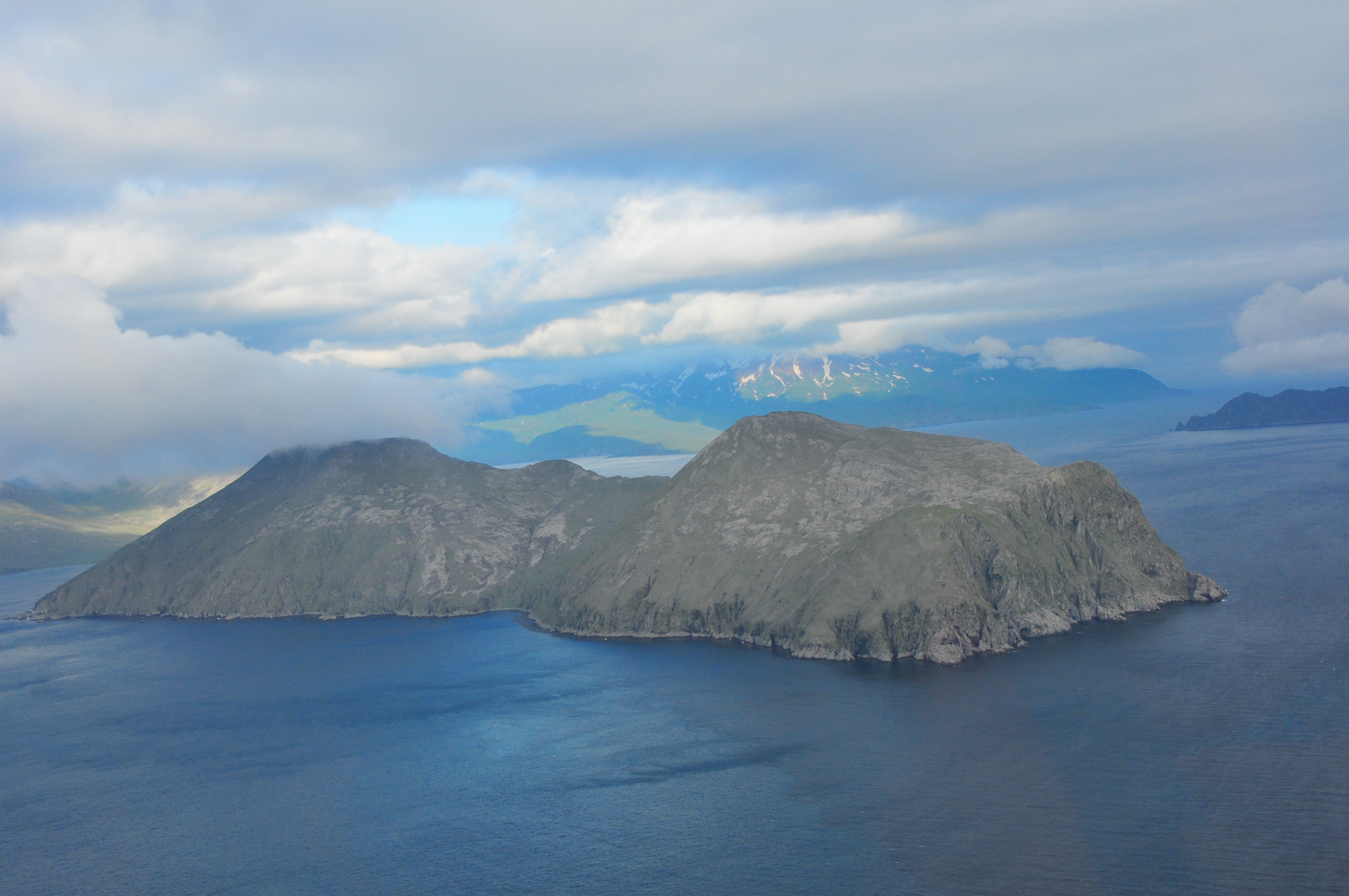

伊吉金島是美國的島嶼，位於大錫特金島東南4.8公里的太平洋海域，屬於安德烈亞諾夫群島的一部分，由阿拉斯加州負責管轄，長10.8公里，島上無人居住。
51°58′55″N 175°53′44″W / 51.98194°N 175.89556°W